# Gämsheide
Die Gams-, Gems- oder Gämsheide (Loiseleuria procumbens, Syn.: Kalmia procumbens), auch Alpenazalee, Alpenheide, Hirschheiderich oder Felsenröschen genannt, ist die einzige Art der Pflanzengattung Loiseleuria innerhalb der Familie der Heidekrautgewächse. Sie wurde nach dem französischen Botaniker Jean Louis Auguste Loiseleur-Deslongchamps (1774–1849) benannt. Die Art ist vermutlich schon im Tertiär entstanden. Ein weiterer für die Pflanzenart belegter deutschsprachiger Trivialname ist für die Regionen Tirol und Kärnten die Bezeichnung Gamshadach und für Bayern und Tirol Gamssennach.

## Beschreibung

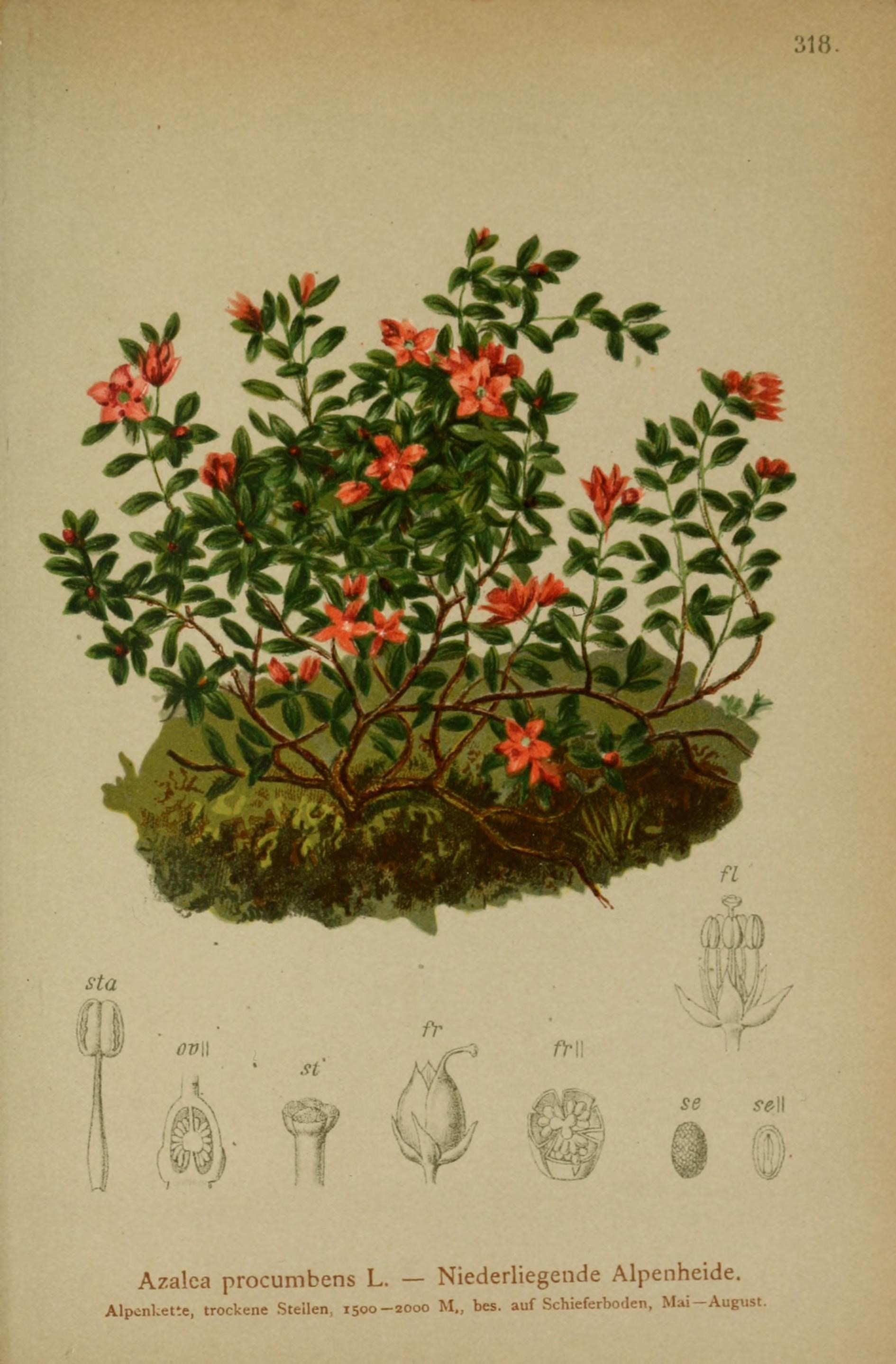
Illustration aus Atlas der Alpenflora

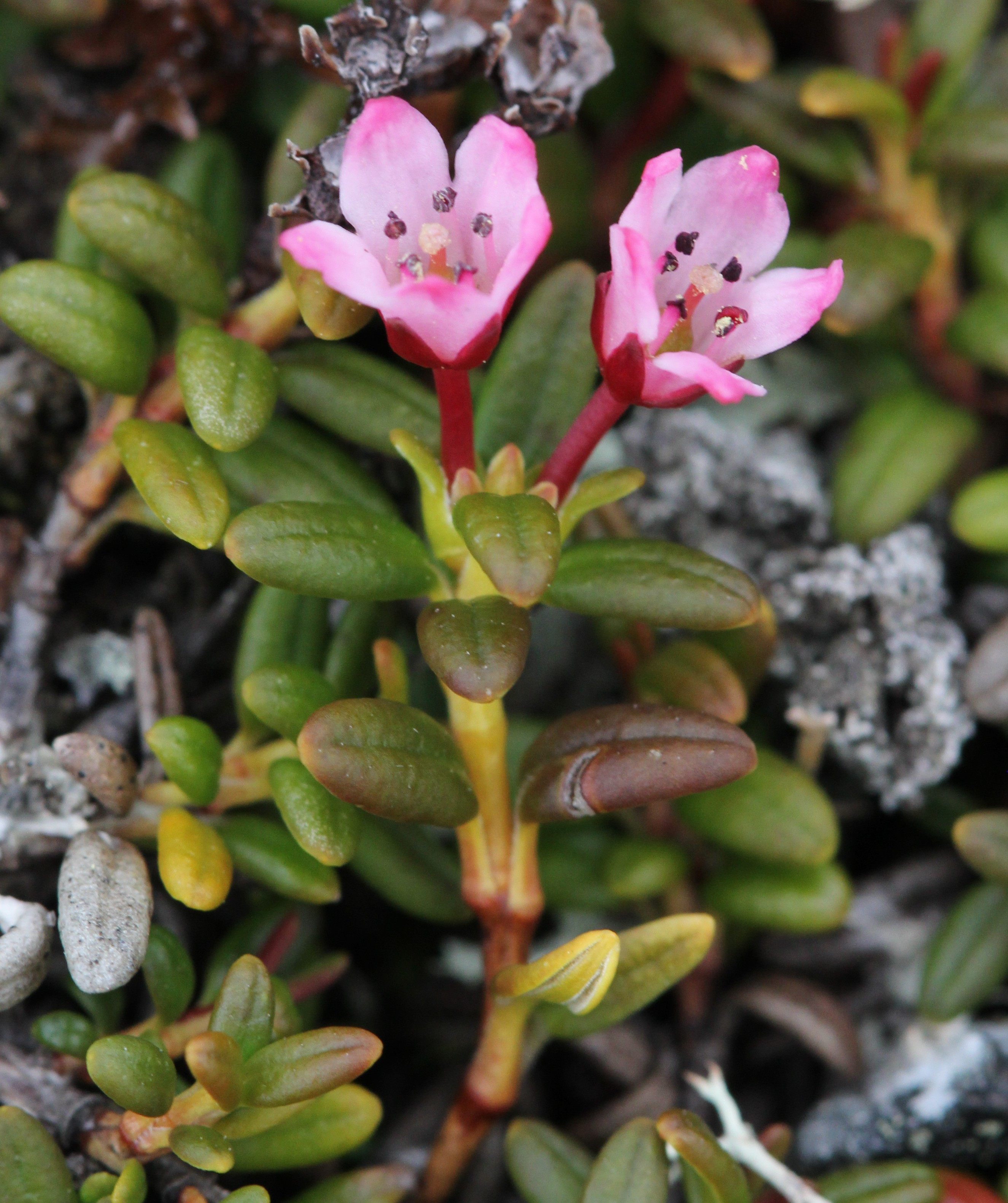
Zweig mit Laubblättern und Blüten

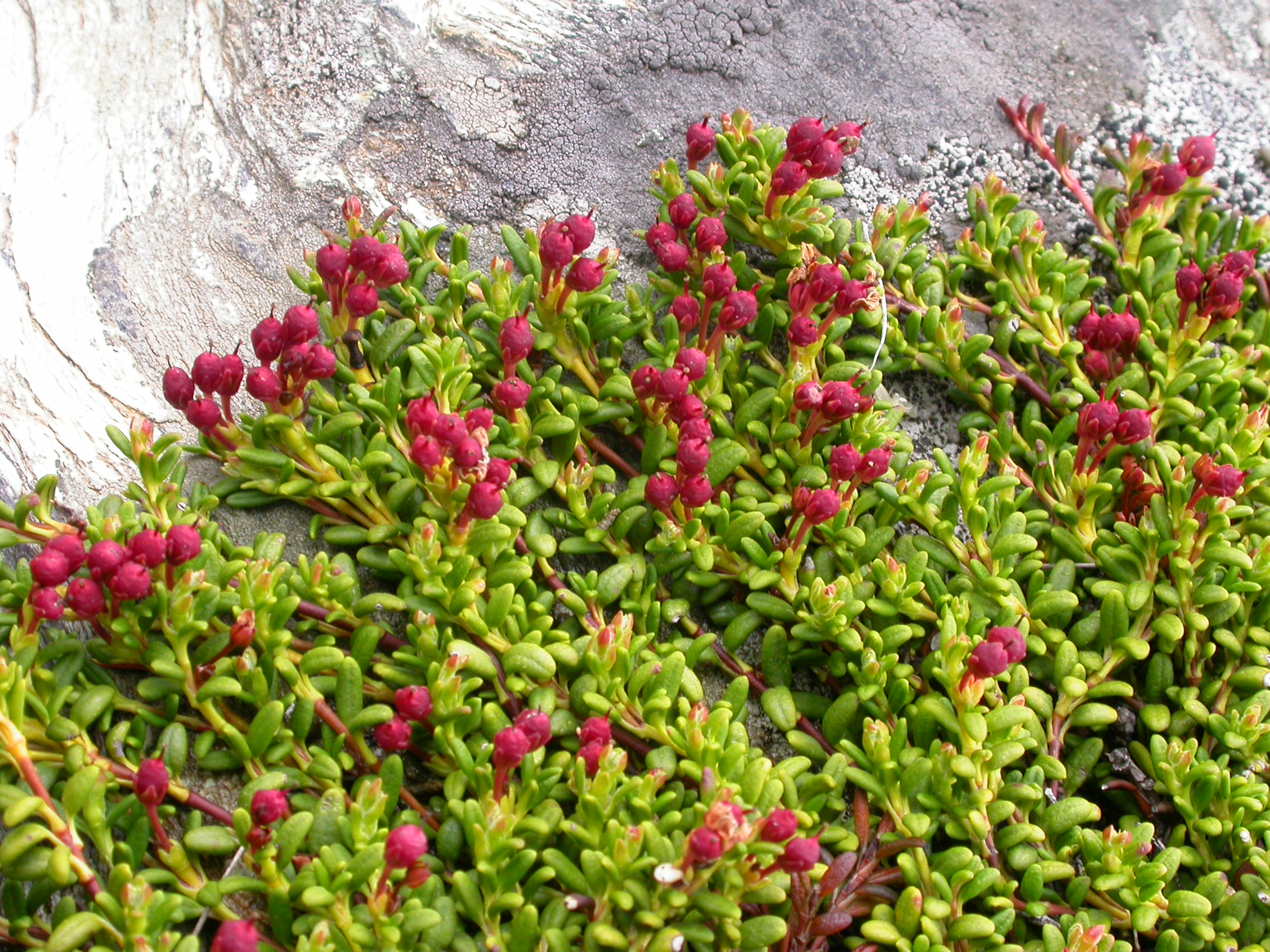
Früchte entstehen aus den Blüten des Vorjahres

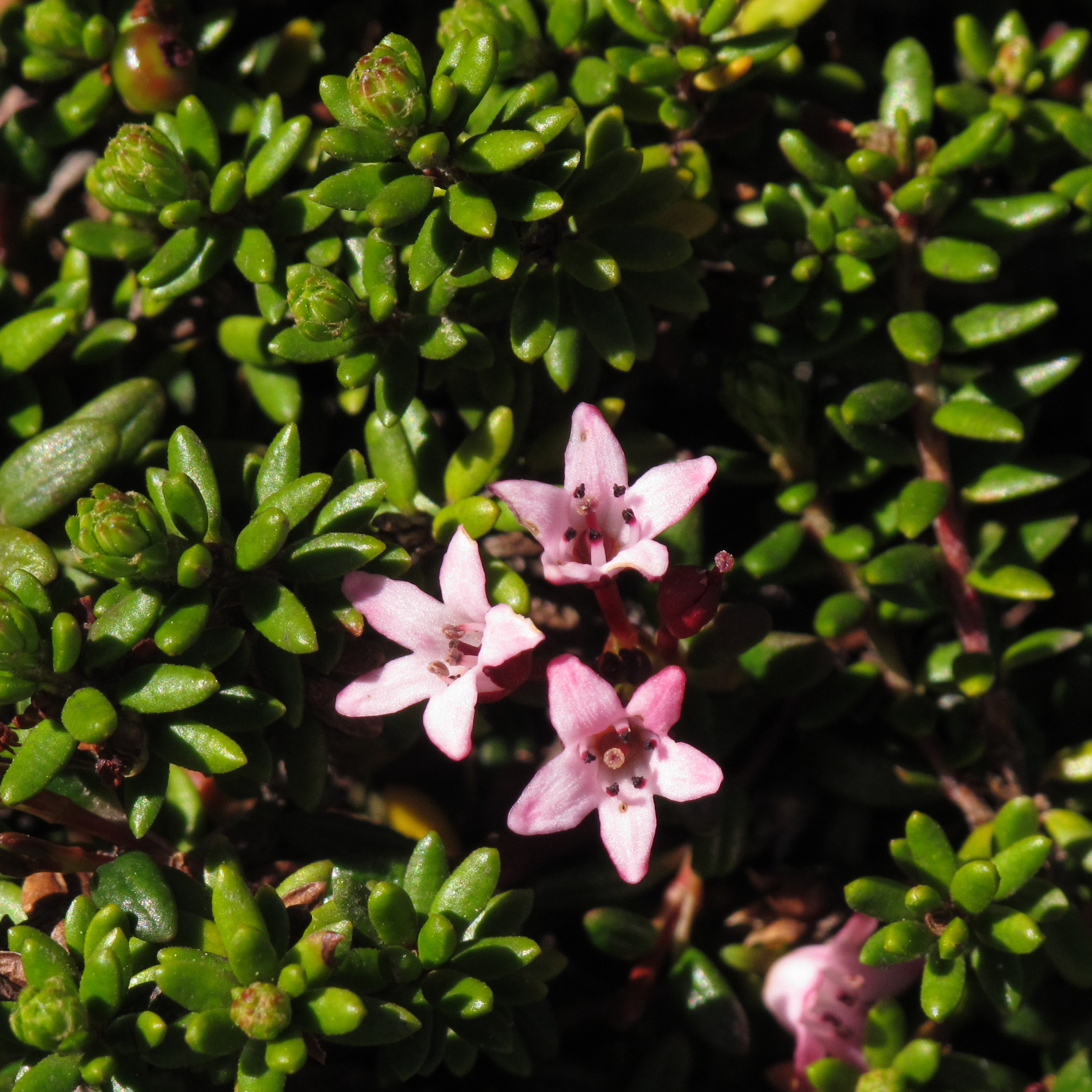
Blüten

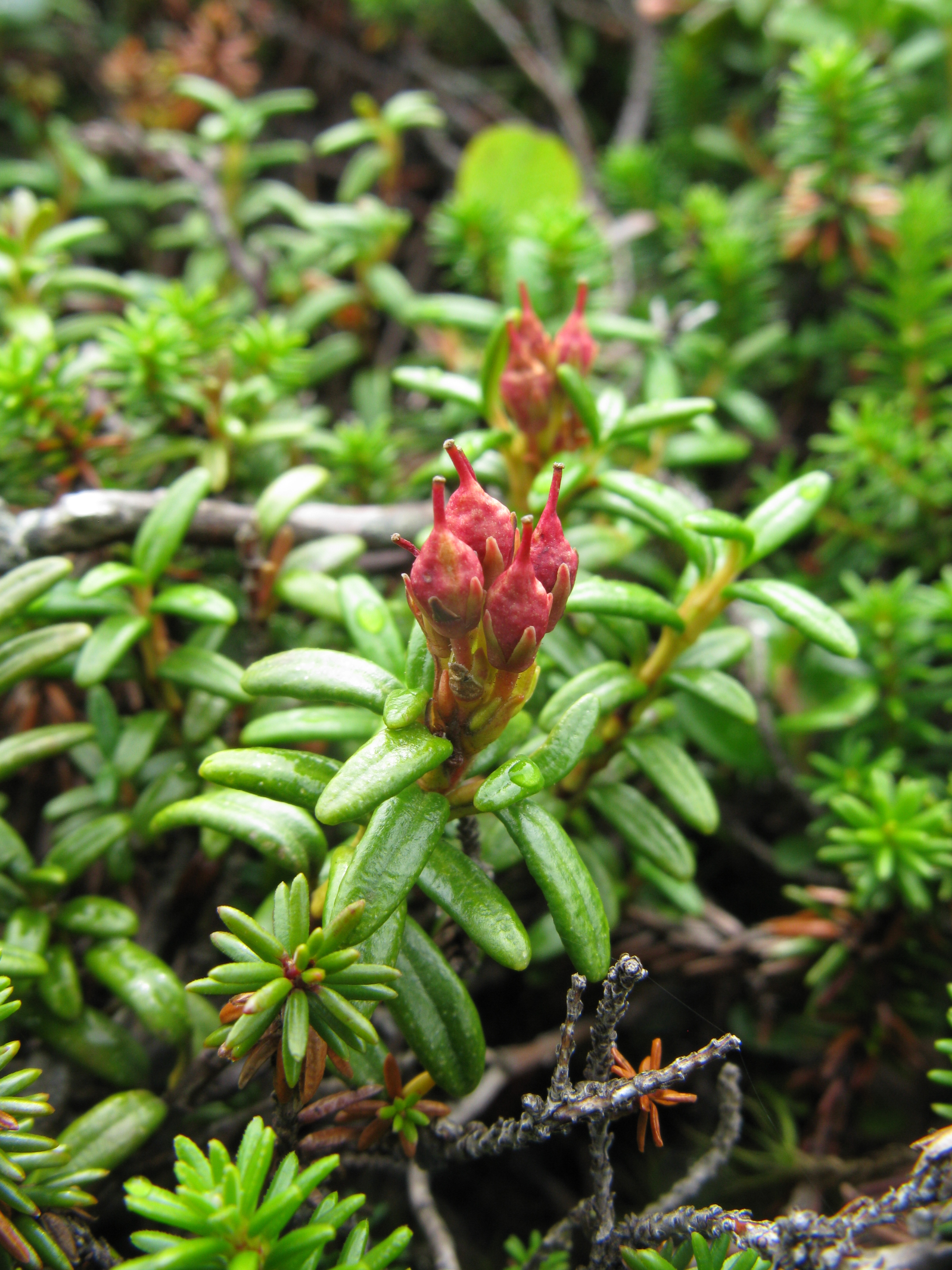
Junge Früchte

### Vegetative Merkmale
Die Gämsheide bildet einen immergrünen, niedrigen, teppichartigen, verzweigten Spalierstrauch mit dicht beblätterten Zweigen. Die Gämsheide kann sehr alt werden. Ein 55-jähriges Stämmchen mit einem Durchmesser von nur 7,6 Millimeter weist eine Jahresringbreite von nur 0,072 Millimeter auf. Auch bildet sie selbst Humusauflagen, die 35 cm bis 1 m mächtig werden können. Sie kann Wuchshöhen von etwa 40 Zentimeter erreichen, meist bleibt sie aber niedriger. Die wechselständigen Laubblätter sind in Blattstiel und -spreite gegliedert. Der Blattstiel ist 1 bis 2,5 Millimeter lang. Die einfache, ledrige Blattspreite ist 4 bis 8 Millimeter lang und 1 bis 2,5 Millimeter breit. Durch ihre Nadelähnlichkeit sind die Blätter gut angepasst. Der Blattrand ist nach unten umgerollt und es ist einen deutlicher Mittelnerv vorhanden.

### Generative Merkmale
Die kurz gestielten Blüten stehen einzeln oder in wenigblütigen, schirmtraubigen Blütenständen an den Zweigenden. Die kurz gestielten, zwittrigen Blüten sind radiärsymmetrisch und fünfzählig mit doppelter Blütenhülle. Die relativ kleinen Blüten weisen einen Durchmesser von etwa 6 Millimeter auf. Die fünf 2 bis 2,5 mm langen, rötlichen Kelchblätter sind nur an ihrer Basis verwachsen. Die rosafarbigen bis rötlichen, 6 bis 9 Millimeter langen Kronblätter sind verwachsen. Es ist nur ein Kreis mit fünf kurzen, fertilen Staubblättern vorhanden; darin unterscheidet sie sich von den anderen Arten der Familie. Die Staubbeutel sind anfangs rötlich und werden später gelb. Drei bis fünf Fruchtblätter sind zu einem oberständigen Fruchtknoten mit kurzem Griffel verwachsen. Es ist ein Diskus vorhanden.
Die Blüten werden im Vorjahr angelegt. Die Blütezeit reicht von Mai bis Juli. Die Früchte reifen erst im Jahr nach der Blüte aus.
Die 3,5 bis 4 Millimeter lange und 2,5 bis 3 Millimeter breite, schwarze oder braune Kapselfrucht öffnet sich oben fünfzähnig. Die braunen oder gelben Samen sind 0,4 bis 0,6 Millimeter lang mit einer glatten Oberfläche.
Die Chromosomenzahl beträgt 2n = 24.

## Ökologie
Die Gämsheide ist extrem widerstandsfähig gegen Winddürre und Frost. Sie erträgt Windstärken
von 40 m/s und Temperaturen von −30 °C bis +50 °C ohne Schaden davonzutragen. Verstärkter Sonneneinstrahlung (etwa auf im Winter schneefrei geblasenen Wuchsorten) entgegnet die Pflanze mit verstärkter Produktion von Anthocyanen als Sonnenschutz, wodurch die Blätter rostrot werden.
Die Wasseraufnahme ist auch durch die Blätter möglich. An deren Unterseite befindet sich jeweils längs der Mittelrippe eine flache Rinne, in der sich neben den Spaltöffnungen (Stomata) auch eine Vielzahl von Haaren befindet, welche in eine Kapillarspitze auslaufen. Eine derartige Wasseraufnahme ist etwa im Sommer aus dem Tauniederschlag, im Winter auch beim zeitweiligen Auftauen des Schnees bzw. der obersten Bodenschichten, wichtig.
Eine reichliche Fettspeicherung (11 % der Trockensubstanz) dient als Ausgleich der Atmungsverluste (Energiereserve). Die Blätter dienen im Winter als energiereiche Nahrung für Gämse, Alpensteinbock, Schneehuhn und Schneehase.
Die Gämsheide bildet eine Wurzelsymbiose mit Stickstoff sammelnden Pilzen.

## Inhaltsstoffe
Die Gämsheide ist giftig.

## Soziologie
Die Gämsheide ist die namengebende Charakterart einer Gruppe von alpinen Pflanzengesellschaften, den Loiseleurieten (Windheiden). Je nach Höhenlage werden verschiedene Loiseleuria-Gesellschaften beschrieben. Etwa das Loiseleurio-Cetrarietum, in dem viele Flechten wie etwa das Isländische Moos (Cetraria islandica) oder die Windbartflechte (Alectoria ochroleuca) vertreten sind.
Im Allgäu ist die Gämsheide eine Charakterart des Arctostaphylo alpinae-Loiseleurietum, in den Zentralalpen des Cetrario-Loiseleurietum; beides Assoziationen aus dem Verband Loiseleurio-Vaccinion.
Neben der Gämsheide selbst sind folgende Arten in Windheide-Gesellschaften typisch: Rauschbeere (Vaccinium gaultherioides), Krähenbeere (Empetrum hermaphroditum), Preiselbeere (Vaccinium vitis-idaea), Dreispaltige Binse (Juncus trifidus).

## Vorkommen
Das Verbreitungsgebiet erstreckt sich von den Alpen, den Gebirgen Mitteleuropas über das arktische Eurasien bis nach Amerika, also auf der Nordhalbkugel circumpolar.
Fossilien belegen, dass diese Art vermutlich erst in der letzten Eiszeit von Amerika über Grönland und Schottland in die Alpen und von der Arktis nach Ostasien gewandert ist.
Die Gämsheide wächst an Berghängen weit oberhalb der Baumgrenze (ab etwa 1.600 m) in so genannten Zwergstrauch-Heiden bis fast 3000 m ü. NN. Sie erreicht am Gornergrat im Wallis 2950 Meter Meereshöhe. In Skandinavien kommt sie bis 71° 10' nördlicher Breite vor.
Häufig breitet sie sich insbesondere auf Standorten mit sauren Böden großflächig aus. Als Standorte werden exponierte Stellen wie Grate und Windecken bevorzugt.
Die ökologischen Zeigerwerte nach Landolt & al. 2010 sind in der Schweiz: Feuchtezahl F = 2w (mäßig trocken mäßig wechselnd), Lichtzahl L = 5 (sehr hell), Reaktionszahl R = 2 (sauer), Temperaturzahl T = 1+ (unter-alpin, supra-subalpin und ober-subalpin), Nährstoffzahl N = 1 (sehr nährstoffarm), Kontinentalitätszahl K = 4 (subkontinental).

## Taxonomie
Die Gämsheide wurde 1753 von Carl von Linné in Species Plantarum, Tomus 1, S. 151 als Azalea procumbens erstbeschrieben. Die Art wurde 1812 von Jean Louis August Loiseleur-Deslongchamps als Loiseleuria procumbens (L.) Loisel. in Traité des Arbres et Arbustes que l'on cultive en France, par Duhamel, ed. 5, S. 227 in die Gattung Loiseleuria gestellt. Ein Synonym ist Kalmia procumbens (L.) Gift, Kron & P.F.Stevens ex Galasso, Banfi & F.Conti.